# 皇足穂吉田大御神宮
皇足穂吉田大御神宮（すめたるほよしだおおみかみぐう）は、長野県長野市吉田一丁目にある神社（村社）。通称は吉田神社。

## 概要
927年（延長5年）の『延喜式』神名帳に名が現れるように、長い歴史のある神社である。
もともとは1kmほど東方の小町（現 吉田三丁目）に鎮座していたが、浅川の氾濫が頻発する地であったこと、北国街道が新たに整備されたことなどから、慶長年間に北国街道沿いの現社地（上町＝現 吉田一丁目）に移転した。この移転の際に周辺の神社を統合したことから、境内神社が大小あわせて100社ある珍しい形態となった。
旧社地にあった御神木のイチョウ（後述）は移転後もそのまま残され、現在も樹勢盛んである。

### 吉田のイチョウ
旧社地にいまも残るイチョウは、樹齢900年と推定され、樹高32m・目通り周囲8.6m・枝張り11〜15mという巨木である。戦前には長野県天然記念物、現在は長野市天然記念物に指定されている。
雄木であり実はつけないが、樹皮を水に漬け母親に飲ませると母乳が出るようになるという言い伝えがあり、「乳イチョウ」と呼ばれる。

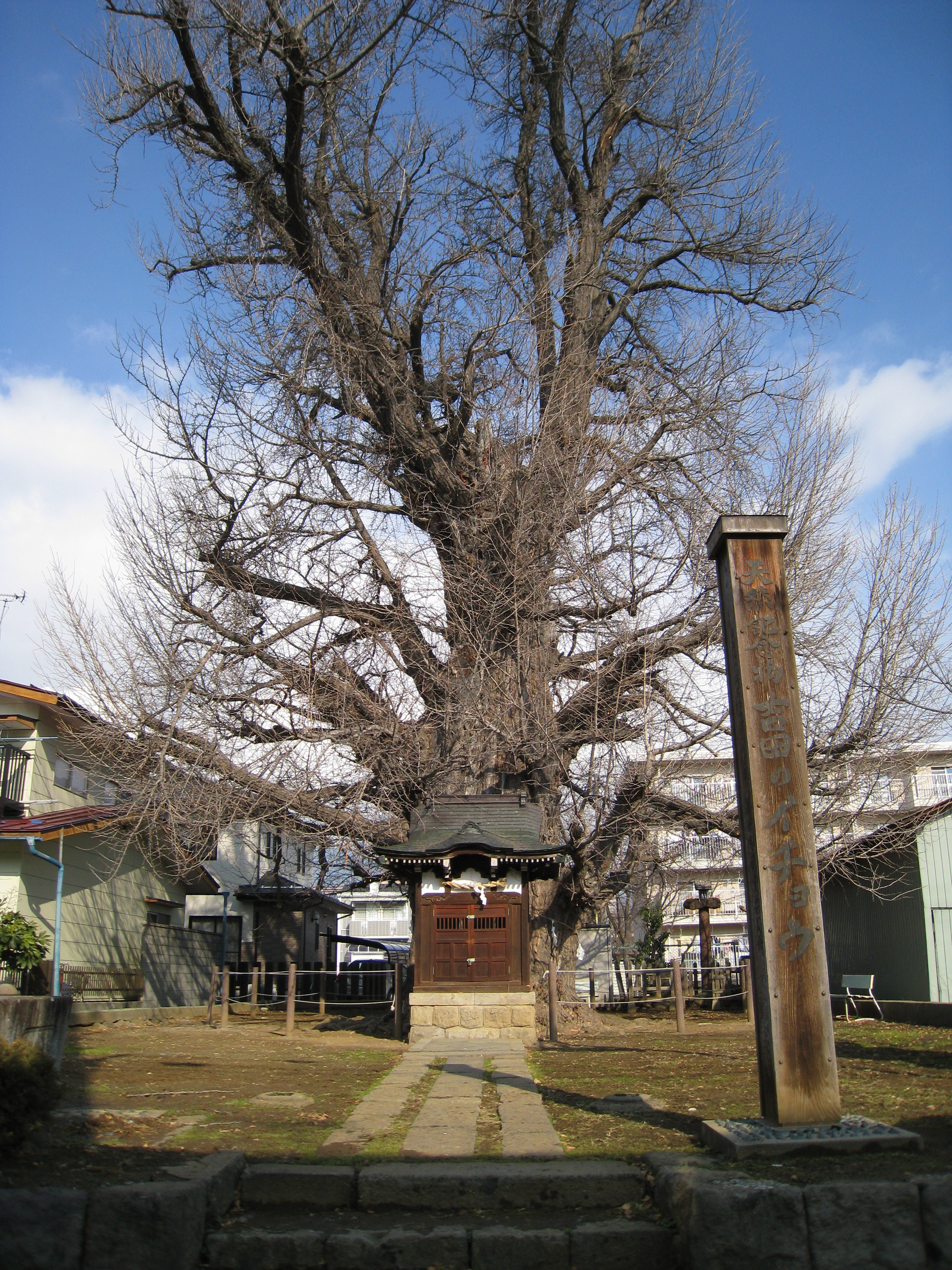
吉田の大イチョウ

## 歴史
- 927年（延長5年） - 『延喜式』神名帳の水内郡九社中に皇足穂宮が書かれる
- 慶長年間 - 社地を小町（現 吉田三丁目）から上町（現 吉田一丁目）の現在地へ移す
- 1819年（文政2年） - 社号を皇足穂吉田大御神宮とする
- 1935年（昭和10年） - 旧社地の「吉田のイチョウ」が長野県天然記念物に指定される
- 1967年（昭和42年）11月1日 - 「吉田のイチョウ」が長野市天然記念物に指定される

## 境内
- 本殿
- 境内神社
  - 伊勢神宮別宮（13社）
  - 全国一宮（68社）
  - 町内鎮守社（10社）
  - その他（9社）

## 交通
現社地
- 長野電鉄桐原駅下車徒歩3分

旧社地（吉田のイチョウ）
- 長野電鉄信濃吉田駅下車徒歩3分
- しなの鉄道北長野駅下車徒歩5分